# Grona simplicifolia
Grona simplicifolia là một loài thực vật có hoa trong họ Đậu. Loài này được (Dalzell) Raiz. mô tả khoa học đầu tiên năm 1958.